# La maudite galette
La maudite galette è un film del 1972 diretto da Denys Arcand.